# ASC de la Police
L'Association Sportive et Culturelle de la Police (àrab: الجمعية الرياضية و الثقافية للشرطة, al-Jamaʿiyya ar-Riyāḍiyya wa-ṯ-Ṯaqafiyya li-x-Xurṭa, ‘Associació Esportiva i Cultura de la Policia’) és un club de futbol maurità de la ciutat de Nouakchott.

## Palmarès
- Lliga mauritana de futbol:[3]
  - 1981, 1982, 1986, 1987, 1988, 1990, 1991
- Copa mauritana de futbol:[4]
  - 1985, 1999